# Họ Vừng
Họ Vừng (danh pháp khoa học: Pedaliaceae) là một họ thực vật có hoa được xếp vào bộ Scrophulariales trong hệ thống Cronquist và Lamiales trong hệ thống phân loại do Angiosperm Phylogeny Group đề xuất. Cronquist gộp cả họ Martyniaceae vào trong Pedaliaceae, nhưng các nghiên cứu phân tử chỉ ra rằng hai họ này không có quan hệ họ hàng gần do chúng không tạo thành một nhóm đơn ngành. Các khác biệt về phấn hoa và kiểu đính noãn gợi ý rằng tốt nhất là nên tách rời chúng thành 2 họ. Vì thế APG coi chúng là hai họ riêng biệt. Cả hai họ đều có đặc trưng là có các lông nhầy — làm cho thân và lá của chúng có cảm giác nhơn nhớt và sền sệt — và quả có móc hay sừng. Họ Vừng theo APG chứa 13 chi với khoảng 70 loài.
Vừng (Sesamum indicum) là một trong những lại cây trồng để sản xuất vừng hạt.

## Đặc trưng

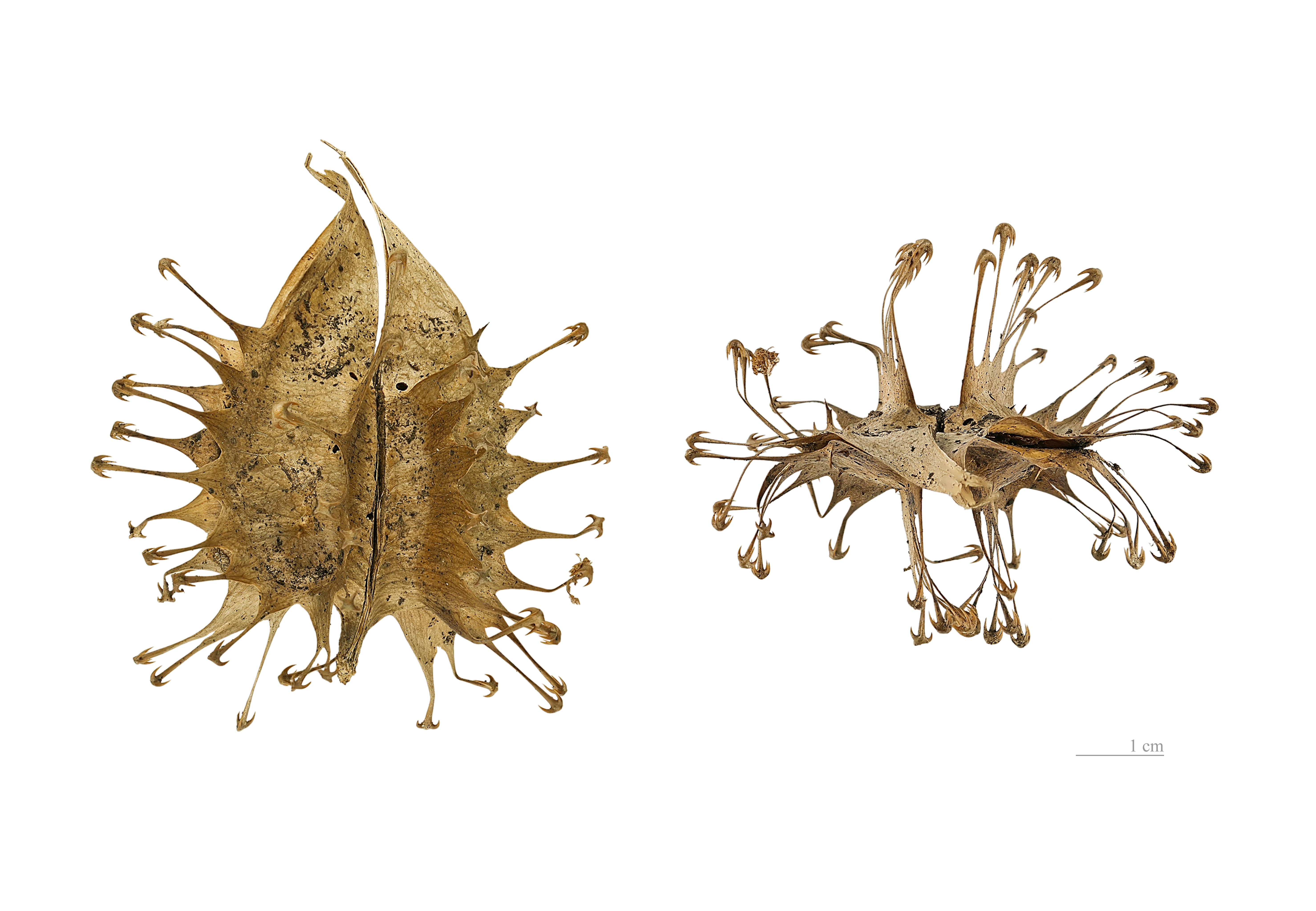
Uncarina ankaranensis

Chủ yếu là cây thân thảo sống một năm hay lâu năm, ít thấy dạng cây bụi với lá sớm rụng. Sống trong môi trường có độ ẩm vừa phải hay khô hạn, chủ yếu ven biển hay ven sa mạc tại khu vực nhiệt đới Cựu thế giới, đa dạng nhất về loài tại châu Phi. Lá đơn, mọc đối. Phiến lá nguyên hoặc xẻ. Khi bị xẻ, có dạng lông chim hay thùy xẻ nường xuôi. Gân lá dạng lông chim. Không có lá kèm. Hoa lưỡng tính, thụ phấn nhờ côn trùng. Hoa đơn độc hoặc thành cụm dạng xim. Bao hoa với đài và tràng hoa phân biệt với 5 lá đài và 5 cánh hoa. Nhị 4, nhị lép 1. Bầu nhụy thượng. Bộ nhụy 2 lá noãn. Kiểu đính noãn là gắn trụ. Quả dạng quả nang hay quả kiên có móc hay gai. Hạt có nội nhũ mỏng hay không nội nhũ. Nội nhũ dạng dầu.

## Hình ảnh

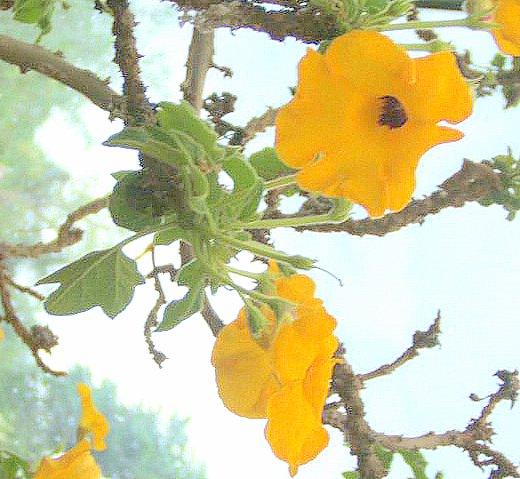
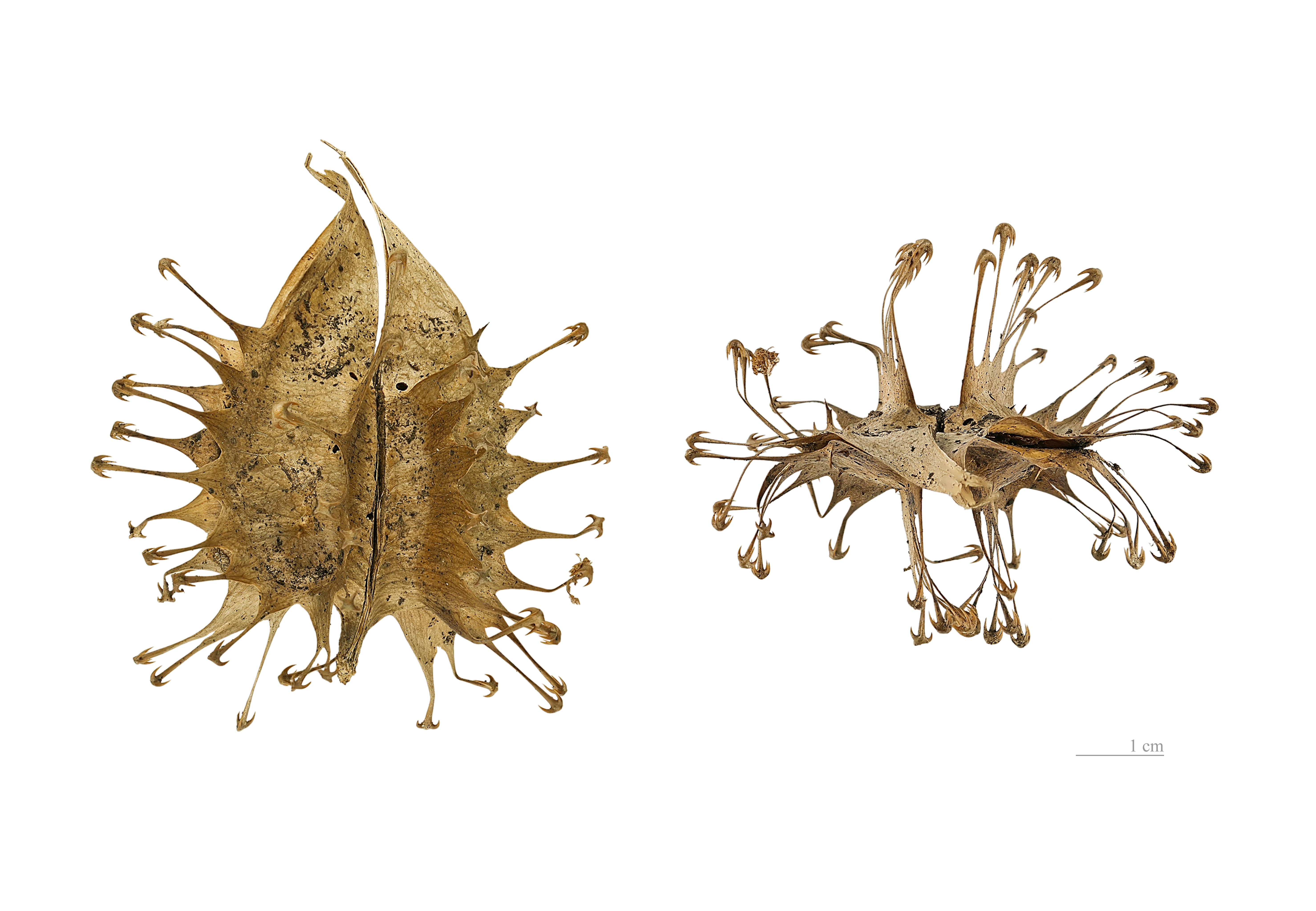

## Các chi
- Ceratotheca
- Dicerocaryum
- Harpagophytum
- Holubia
- Josephinia
- Linariopsis
- Pedalium
- Pterodiscus - khoảng 13 loài
- Rogeria
- Sesamothamnus
- Sesamum - khoảng 19 loài vừng
- Trapella
- Uncarina